# Europäisches Flakonglasmuseum
Das Europäische Flakonglasmuseum (EFGM) befindet sich in der oberfränkischen Marktgemeinde Tettau, des Ortsteiles Kleintettau, Bayern.

## Inhalte
Die Idee, in Kleintettau ein Glasmuseum zu errichten, kam bereits Anfang der 1980er Jahre auf. Allerdings erwies sich die Realisierung durch den abgelegenen Standort an der innerdeutschen Grenze als relativ schwierig. Durch die Initiative des Fördervereins der Glasbewahrer am Rennsteig e. V. erhielt der Gedanke neue Dynamik. Mit der Eröffnung des EFGM im Jahr 2008, stellt der Verein die Geschichte der über 350-jährigen Glasmachertradition im Frankenwald dar. Hierbei wird der Bogen von der Mundblastechnik über die Halbautomatentechnik bis zur vollautomatischen Produktion von Parfüm-Flakons gespannt. Darüber hinaus wird die Entwicklung des Glas-Flakons von den antiken Anfängen in Mesopotamien und Ägypten, bis hin zur Moderne ebenso erforscht und vermittelt wie die allgemeine Parfüm- und Kosmetikkultur Europas. Mit seinen rund 15.000 Objekten umfassenden Spezialsammlungen, präsentiert sich das Europäische Flakonglasmuseum als öffentliche Institution auf internationaler Ebene.
Aber nicht nur Glas, Design und Parfüm, sondern auch das Umfeld der Parfüm- und Kosmetikverpackung spielen im EFGM eine entscheidende Rolle. Eindrücklich wird dies durch die im Jahr 2012 eröffnete Dauerausstellung „Parfümflakons – Eine Zeitreise durch das 20. Jahrhundert“ vor Augen geführt, deren Grundstock rund 2.500 Objekte aus der renommierten Sammlung der Münchnerin Beatrice Frankl bilden. Hier finden sich Glanzstücke die nationale und internationale Parfümgeschichte geschrieben haben, mit prominenten Nobelmarken wie etwa Chanel, Dior, Guerlain oder Johann Maria Farina und F. Wolff & Sohn. Neben den olfaktorischen und gläsernen Kostbarkeiten runden die dazugehörigen Accessoires wie Duftkarten, Werbung, limitierte Sondereditionen und Give-aways das Gesamtbild ab. Im jährlichen Zyklus wird dieser Ausstellungsbereich überarbeitet und an aktuellen Ereignissen des Zeitgeschehens angepasst.
Mit der Schenkung einer Privatsammlung zur Parfümerie- und Kosmetikkultur der DDR im Jahr 2016, wurde im EFGM ein einschlägiges Forschungsprojekt ins Leben gerufen, welches sich intensiv mit der Thematik auseinandersetzt. So konnten bspw. über 200 Unternehmen ermittelt werden, welche täglich in sozialistischer Planwirtschaft versuchten, dem Hygiene- und Pflegebedürfnis der Einwohner dieses Staates gerecht zu werden. Die Ergebnisse des Forschungsprojektes sollen zu gegebener Zeit in der neuen Dauerausstellung "Der Duft der kleinen Freiheit" dargestellt werden. Zusammen mit dem Eigenbestand und der Schenkung stehen dem EFGM hierfür mehr als 3.000 Sammlungsobjekte zur Verfügung. Ein Teil dieses Sammlungsbestandes kann bereits digital eingesehen werden.
Einen lebendigen Charakter erhält die museale Einrichtung durch die Besuchertribüne. Diese ermöglicht den Besuchern den Einblick in die moderne Flakon-Produktion eines renommierten Herstellers von Verpackungsgläsern für die Parfüm- und Kosmetikbranche. Einmal monatlich wird in der eigenen Glasmacherwerkstatt des EFGM den Besuchern die Halbautomatentechnik durch Vorführungen näher gebracht, die ab den 1920er Jahren die Hohlglastechnik revolutionierte.
Das Europäische Flakonglasmuseum bildet mit weiteren Glasmuseen des Freistaates das Netzwerk „GlasMuseen in Bayern“ und ist Tourismus-Botschafter des Freistaates. Ziele des Netzwerks sind der fachliche Austausch und die engere Verzahnung mit dem Tourismus. In einer Zusammenarbeit von Google Arts&Culture, einem Kulturprojekt von Google, mit der Bayern Tourismus Marketing GmbH, der Landesstelle für die nichtstaatlichen Museen in Bayern, 23 bayerischen Museen und engagierten Kunsthandwerkerinnen und Kunsthandwerkern wurde die digitale Ausstellung „Crafted in Bavaria“ ins Leben gerufen.